# Bratislav Gašić
Bratislav Gašić (Kruševac, 30. lipnja 1967.) srbijanski je poduzetnik, političar i ministar obrane Republike Srbije u dva mandata (2014. – 2016.; 2024. –). Bio je ministar unutarnjih poslova Republike Srbije od 2022. do 2024., direktor Bezbednosno-informativne agencije od 2017. do 2022. i gradonačelnik Kruševca od 2012. do 2014.
Jedan je od visokih službenika Srpske napredne stranke.